# 1949-es Grand Prix-szezon
Az 1949-es Grand Prix-szezon volt a Formula–1 létrejötte előtti utolsó Grand Prix-versenysorozat. A sorozatban vagy 1,5 literes, turbófeltöltős, vagy 4,5 literes, benzinbefecskendezéses motorokkal vehettek részt. Ekkor már pár éve főleg a későbbi sikeres F1-es versenyzők, például Fangio, Ascari vagy Farina domináltak.

## Nagydíjak

### Grandes Épreuves
| Verseny         | Helyszín          | Időpont        | Győztes versenyző    | Győztes konstruktőr | Összefoglaló |
| --------------- | ----------------- | -------------- | -------------------- | ------------------- | ------------ |
| brit nagydíj    | Silverstone       | Május 15.      | Toulo de Graffenried | Maserati            | Összefoglaló |
| belga nagydíj   | Spa-Francorchamps | Június 19.     | Louis Rosier         | Maserati            | Összefoglaló |
| svájci nagydíj  | Bremgarten        | Július 3.      | Alberto Ascari       | Maserati            | Összefoglaló |
| francia nagydíj | Reims             | Július 17.     | Louis Chiron         | Talbot              | Összefoglaló |
| olasz nagydíj   | Monza             | Szeptember 11. | Alberto Ascari       | Ferrari             | Összefoglaló |

### Más nagydíjak
| Verseny                                                              | Helyszín           | Időpont        | Győztes versenyző    | Győztes konstruktőr | Összefoglaló |
| -------------------------------------------------------------------- | ------------------ | -------------- | -------------------- | ------------------- | ------------ |
| Gran Premio del General Juan Perón y de la Ciudad de Buenos Aires    | Palermo            | Január 29.     | Alberto Ascari       | Maserati 4CL        | Összefoglaló |
| III Gran Premio Eva Duarte de Perón                                  | Palermo            | Február 6.     | Óscar Alfredo Gálvez | Alfa Romeo 308      | Összefoglaló |
| X Grande Prêmio Cidade do Rio de Janeiro                             | Rio de Janeiro     | Március 27.    | Luigi Villoresi      | Maserati 4CLT       | Összefoglaló |
| IV Gran Premio di San Remo                                           | San Remo           | Április 3.     | Juan Manuel Fangio   | Maserati 4CLT       | Összefoglaló |
| X Grand Prix du Pau                                                  | Circuit de Pau     | Április 18.    | Juan Manuel Fangio   | Maserati 4CLT       | Összefoglaló |
| I Richmond Grand Prix                                                | Goodwood           | Április 18.    | Reg Parnell          | Maserati 4CLT       | Összefoglaló |
| III Grand Prix de Paris                                              | Linas-Montlhéry    | Április 24.    | Philippe Étancelin   | Talbot-Lago T26C    | Összefoglaló |
| III JCC Jersey Road Race                                             | St Helier          | Április 28.    | Bob Gerard           | ERA B-Type          | Összefoglaló |
| IV Grand Prix du Roussillon                                          | Perpignan          | Május 8.       | Juan Manuel Fangio   | Maserati 4CL        | Összefoglaló |
| Grand Prix de Marseille                                              | Marseille          | Május 14.      | Juan Manuel Fangio   | Simca-Gordini T15   | Összefoglaló |
| XI British Empire Trophy                                             | Douglas            | Május 26.      | Bob Gerard           | ERA B-Type          | Összefoglaló |
| XVIII Grand Prix des Frontières                                      | Chimay             | Június 5.      | Guy Mairesse         | Talbot-Lago T26C    | Összefoglaló |
| XI Grand Prix de l'Albigeois                                         | Albi, Les Planques | Július 10.     | Juan Manuel Fangio   | Maserati 4CLT/48    | Összefoglaló |
| II Zandvoort Grand Prix                                              | Zandvoort          | Július 31.     | Luigi Villoresi      | Ferrari 125         | Összefoglaló |
| XXXVI Grand Prix de l'Automobile Club de France                      | Saint-Gaudens      | Augusztus 7.   | Charles Pozzi        | Delahaye 135S       | Összefoglaló |
| I BRDC International Trophy                                          | Silverstone        | Augusztus 20.  | Alberto Ascari       | Ferrari 125         | Összefoglaló |
| Lausanne-i nagydíj                                                   | Lausanne           | Augusztus 27.  | Giuseppe Farina      | Maserati 4CLT/48    | Összefoglaló |
| I Goodwood Trophy                                                    | Goodwood           | Szeptember 17. | Reg Parnell          | Maserati 4CLT/48    | Összefoglaló |
| ausztrál nagydíj                                                     | Leyburn            | Szeptember 18. | John Crouch          | Delahaye 135S       | Összefoglaló |
| I Velka cena Ceskoslovenska                                          | Brno               | Szeptember 25. | Peter Whitehead      | Ferrari 125         | Összefoglaló |
| V Grand Prix du Salon                                                | Linas-Montlhéry    | Október 9.     | Raymond Sommer       | Talbot-Lago T26C    | Összefoglaló |
| IV Gran Premio del General Juan Perón y de la Ciudad de Buenos Aires | Palermo            | December 18.   | Alberto Ascari       | Ferrari 116FL       | Összefoglaló |